# Hans-Jakob Schädler
Hans-Jakob Schädler (* 30. Oktober 1945) ist ein ehemaliger liechtensteinischer Judoka.

## Karriere
Schädler trat bei den Olympischen Sommerspielen 1972 in München an, wo er den 19. Rang im Halbschwergewicht belegte. 1973 war er Gründungsmitglied des Judoclub Sakura Schaanwald und war seit Gründung bis Ende 2023 auch Präsident des Vereins.
Bei den Sommerspielen 1976 in Montreal trat er im Schwergewicht und in der Offenen Klasse an. Im Schwergewicht belegte er den 17. und in der Offenen Klasse den 19. Platz. Neben den zwei Olympiateilnahmen stehen insgesamt fünf Titel an den Schweizer Meisterschaften zu Buche.
Nach seiner Karriere war er als Nationaltrainer der liechtensteinischen Judokas tätig und nahm mit diesen insgesamt fünfmal an Olympischen Spielen teil. Er trainierte bis Ende 2023 beim Judoclub Sakura Schaanwald weiterhin Kinder, Jugendliche sowie Erwachsene und ist inzwischen Großvater von vier Kindern.